# ヌビアアイベックス
ヌビアアイベックス Capra nubiana はヤギ属に属する哺乳類の一種。
おもにアラビア半島やアフリカ北東の山岳地帯や砂漠に生息する。一般的には、アイベックス の亜種 (Capra ibex nubiana) であると考えられているが、別種 (Capra nubiana) である可能性も考えられている。野生の個体数は少なく、1,200頭と推定されている。

## 形態
体長105 - 125センチメートル、肩高65 - 75センチメートル、体重25 - 70キログラム。
淡褐色の身体で下腹部は白く、オスの背には暗褐色の縞がある。オスは長さ120センチメートルにまでなる背中に向けて湾曲した長い角をもっているが、メスのそれは小さく30センチメートルほどである。

## 生態
標高200 - 2,000メートルの岩の多い乾燥した山地に棲息している。朝と夕方に草本や葉を食べに出かける、日の高い日中は日陰で反芻をして休み、夕暮れになると岩場に戻って眠る、寒い冬季や雨の日は洞窟で眠ることもある。
天敵はヒト・タイリクオオカミ・キンイロジャッカル・ヒョウ・ワシなどである。
オスは普段は単独で行動しているが、繁殖期の10月ごろになるとメスを巡りオス同士で戦いをして5 - 15頭のハーレムを形成する。妊娠期間は5か月で、1 - 2頭の子供を産む。性成熟は2 - 3年。寿命は約17年。

## 人間との関係
食用や角をハンティングトロフィーにするための狩猟や家畜との食料の競合が脅威となり、絶滅危惧種に指定されている。かつて棲息していたシリアとレバノンではすでに絶滅しており、残っている固体も広域に分散して小さな個体群ごとに暮らしているため遺伝的多様性の欠如も危惧されている。